# Michael Soeder
Michael Soeder (* 15. Dezember 1921 in Darmstadt; † 4. Oktober 2008 in Bad Fredeburg) war ein deutscher Arzt und Schriftsteller. Seine literarischen Werke erschienen unter dem Pseudonym Achim Anderer.

## Leben
Michael Soeder ist ein Sohn des Architekten Hans Soeder.
Michael Soeder besuchte Schulen in Kassel, Düsseldorf, Bensheim und Darmstadt und machte 1940 Abitur. Ein Studium der Medizin und Kulturwissenschaft in München und Marburg wurde durch den Wehrdienst und seine Teilnahme am Zweiten Weltkrieg unterbrochen. In der Münchener 2. Studentenkompanie für Mediziner gelangte Soeder nach Russland. Auch einige Mitglieder der Widerstandsgruppe Weiße Rose, namentlich Hans Scholl, Alexander Schmorell und Willi Graf, dienten in der Heeres-Sanitätsstaffel. Als Vertreter der Studentenschaft war Soeder im Februar 1943 Augenzeuge des Prozesses gegen die Geschwister Scholl und Christoph Probst. Er beschrieb diesen Vorgang später in seinem autobiografischen Roman Die bittere Arznei der Zeit.
Nach Studienabschluss arbeitete Soeder als Arzt in Frankfurt am Main und machte ebendort die Facharztausbildung zum Nervenarzt. 1949 wurde er in Darmstadt promoviert. Als Leiter einer Heilstätte für Suchtkranke erhielt er einen Lehrauftrag für Psychopathologie des Kindes- und Jugendalters am Pädagogikum Darmstadt. Von 1960 bis 1976 war er in der ärztlichen Leitung der Anstalten der Gustav-Werner-Stiftung in Reutlingen tätig. Von 1977 bis 1987 war er Chefarzt der Fachklinik in Schmallenberg-Bad Fredeburg und Lehrbeauftragter an der Ruhr-Universität Bochum.
Soeder war schon als Student literarisch tätig. 1947 war er an der Probenummer der von Hans Werner Richter geplanten, aber niemals erschienenen Literaturzeitschrift Der Skorpion beteiligt, aus der im September des Jahres die Gruppe 47 hervorging. Auf dem dritten Treffen der Gruppe in Jugenheim im April 1948 las er den Beginn eines Romans über seine Kriegserlebnisse. Neben dem dreiteiligen autobiografischen Roman „Die bittere Arznei der Zeit“ verfasste Soeder unter dem Pseudonym Achim Anderer Hörspiele, Erzählungen und Gedichte. Die meisten seiner Bücher erschienen im Knödler-Verlag Reutlingen. Soeder war Gründungsmitglied des Bundesverbandes Deutscher Schriftsteller-Ärzte. Von 1972 bis 1978 war er dessen Präsident sowie 1993 Gründungsmitglied der Christine-Koch-Gesellschaft zur Förderung der Literatur im Sauerland.

## Werke
Belletristik
- Moritz von Sachsen. Hörspiel, HR 1954
- Die bittere Arznei der Zeit. Romantrilogie, Reutlingen, 1970–1972
  - Band 1 Ohne Rücksicht auf Verluste
  - Band 2 Studentenkompanie, ISBN 3-87421-019-7
  - Band 3 Gras zwischen Trümmern, ISBN 3-87421-021-9
- Auf der Reise geschüttelt. Gedichte, 1974
- Denn wir sind Reisende. Gedichte, Reutlingen, 1979, ISBN 3-87421-998-4
- Monette. Gedichte, Reutlingen, 1982, ISBN 3-87421-995-X
- Die Stunde der Schlangen. Rundfunkerzählung, WDR 1986
- wer weiß denn was bleibt. Gedichte, Münster, AT-Edition, 1990, ISBN 3-88660-616-3
- Die Stunde der Schlangen. Geschichten, Brilon, 1996, ISBN 3-932238-00-1,[5]

Sachbücher
- Das Maß des Menschen bei Carl Gustav Carus. Dissertation, Frankfurt 1949
- An Leib und Seele gesund. Zur Lebensgestaltung im Alter. Kevelaer, 1995
- Fit und gesund. Tips für Senioren. Kevelaer, 1994